# Dusičnan chlorný
Dusičnan chlorný je anorganická sloučenina s chemickým vzorcem ClNO3. Dusičnan chlorný je důležitým atmosférickým plynem přítomným ve stratosféře. Je důležitým zdrojem reaktivního chlóru a dusíku, a proto jeho reakce hrají důležitou roli při poškozování ozonové vrstvy. Je to silné oxidační činidlo a prudce reaguje s vodou.

## Příprava
Dusičnan chlorný lze připravit reakcí oxidu chlorného s oxidem dusičným při teplotě 0 °C:
Cl2O + N2O5 → 2 ClNO3
Dusičnan chlorný lze také připravit reakcí fluoridu chlorného s bezvodou kyselinou dusičnou při asi −78 °C:
ClF + HNO3 → HF + ClNO3
Vzniká také ve stratosféře reakcí radikálu ClO• a oxidu dusičitého:
ClO + NO2 + M → ClNO3 + M

## Reakce
Dusičnan chlorný reaguje výbušně s kovy, alkoholy, ethery a mnoha dalšími organickými sloučeninami. Reakce s chloridem titaničitým, je také výbušná:
4 ClONO2 + TiCl4 → Ti(NO3)4 + 4 Cl2
Dusičnan chlorný také reaguje s alkeny (například s isobutenem) za vzniku esteru kyseliny dusičné:
(CH3)2C=CH2 + ClONO2 → O2NOC(CH3)2CH2Cl

## Využití
Dusičnan chlorný lze použít k přípravě dusičnanů jiných halogenů.
- Kuličkový model
- Kalotový model